# Cantó de Montfort-sur-Meu
El cantó de Montfort-sur-Meu (bretó Kanton Moñforzh) és una divisió administrativa francesa situat al departament d'Ille i Vilaine a la regió de Bretanya.

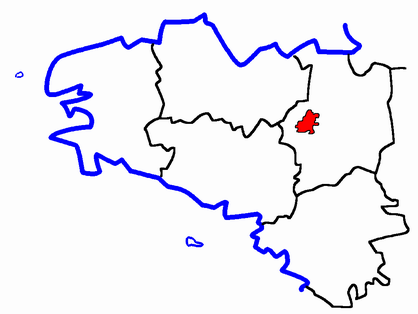
Situació del cantó

## Composició
El cantó aplega 11 comunes :
| Nom francès            | Nom bretó   | Població | km²    | Codi Postal | Codi INSEE |
| Bédée                  | Bezeg       | 3.296    | 38,95  | 35137       | 35023      |
| Breteil                | Brezhiel    | 2.974    | 14,70  | 35160       | 35040      |
| Clayes                 | Kloued      | 459      | 4,28   | 35590       | 35081      |
| Iffendic               | Ilfentig    | 3.047    | 73,66  | 35750       | 35133      |
| La Chapelle-Thouarault | Bredual     | 1.915    | 7,64   | 35590       | 35065      |
| La Nouaye              | Lanwaz      | 236      | 2,77   | 35137       | 35203      |
| Le Verger              | Gwerzher    | 1.099    | 6,87   | 35160       | 35351      |
| Montfort-sur-Meu       | Moñforzh    | 5.412    | 14,02  | 35160       | 35188      |
| Pleumeleuc             | Pleveleg    | 2.128    | 19,51  | 35137       | 35227      |
| Saint-Gonlay           | Sant-Gonlei | 274      | 9,26   | 35750       | 35277      |
| Talensac               | Talenseg    | 2.044    | 21,61  | 35160       | 35331      |
| Cantó                  | Moñforzh    | 22.884   | 213,27 | -           | 3523       |

## Evolució demogràfica
| 1962   | 1968   | 1975   | 1982   | 1990   | 1999   |
| ------ | ------ | ------ | ------ | ------ | ------ |
| 11.311 | 11.392 | 13.490 | 18.756 | 20.867 | 22.884 |

## Història
| Data d'elecció                           | Identitat          | Partit | Qualitat |
| ---------------------------------------- | ------------------ | ------ | -------- |
| 2001-2008                                | Victor Préauchat   | PS     |          |
| 2008-                                    | Christophe Martins | PRG    |          |
| les dades anteriors no són pas conegudes |                    |        |          |
|                                          |                    |        |          |